# Nacktaugenkakadu
Der Nacktaugenkakadu (Cacatua sanguinea), auch Rotzügelkakadu genannt, ist eine in Australien weit verbreitete und häufige Papageienart, die zu der Familie der Kakadus gehört. Charakteristisch ist für ihn der kurze Schwanz, die nach hinten gerichtete Federhaube und der proportional kleine Schnabel. Er ist neben dem Wühlerkakadu und dem Nasenkakadu die dritte sogenannte Corella-Art, die in Australien vorkommt. Die Grundfarbe des Gefieders ist weiß. Allerdings ist ihr Gefieder häufig stark mit roter Erde verschmutzt, da sie bei der Nahrungssuche im Boden graben.
Nacktaugenkakadus gehören zu den Kakaduarten, die von der Erschließung des australischen Kontinents durch europäische Siedler profitiert haben. Die Anlage von Viehtränken ermöglichte ihnen auch Regionen zu besiedeln, die zuvor zu wenig Wasser boten, um von ihnen ganzjährig besiedelt zu werden. Sie sind heute in mehreren, voneinander getrennten Populationen auf dem australischen Kontinent vertreten. Es werden insgesamt vier Unterarten für diese Art beschrieben. In einzelnen Regionen haben Nacktaugenkakadus so stark zugenommen, dass sie als Schädlinge gelten. Sie werden deshalb in Western Australia von einigen Farmern geschossen, um Ernteausfällen vorzubeugen.
Der Nacktaugenkakadu ist vermutlich die erste australische Papageienart, die von einem Europäer beschrieben wurde. Der englische Reisende William Dampier gelangte am 22. August 1699 auf eine der kleineren Inseln vor der Westküste Australiens und berichtete später von einigen weißen Papageien, die er gesehen habe. Auf der von ihm besuchten Insel leben heute noch Nacktaugenkakadus als einzige weiße Kakaduart.

## Erscheinungsbild
Nacktaugenkakadus erreichen eine Körperlänge von 38 Zentimeter und wiegen zwischen 480 und 800 Gramm. Nacktaugenkakadus gehören zu den sogenannten „weißen Kakadus“: Die Grundfarbe ihre Gefieders ist bei der Nominatform durchgängig weiß. Lediglich die äußeren Steuerfedern sind zur Basis hin und auf der Unterseite der Innenfahnen gelb. Es gibt Unterarten, deren Kopf-, Hals und Brustfedern eine leichte rosa-orangefarbene Färbung haben.
Die Federhaube ist kurz und besteht lediglich aus verlängerten Federn des vorderen Scheitels. Der Zügel ist blassrosa. Die unbefiederte Augenumgebung ist gräulich blau. Die Iris ist dunkelbraun. Der Schnabel ist klein und hornfarben. Die Beine sind grau. Es besteht kein Geschlechtsdimorphismus.
Der Flug der Nacktaugenkakadus ist schnell mit flachen Flügelschlägen. Der Flug wird von kurzen Gleitphasen unterbrochen und weist Ähnlichkeit zu der Flugweise von Tauben auf. Während des Rufes ist ein dreisilbiges, glucksendes körr-ör-rap...körr-ör-rap zu hören, dessen Tonhöhe am Ende stark ansteigt. Erregte Vögel geben raue Kreischlaute von sich. Diese rauen Rufe sind in der Nähe von Schlafbäumen sehr stark wahrnehmbar. 

## Verbreitung und Lebensraum

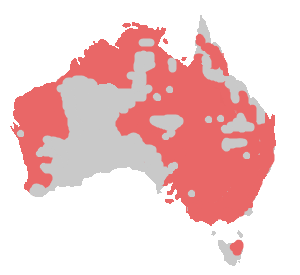
Verbreitungsgebiet

Nacktaugenkakadus sind disjunkt im Westen, Norden sowie im Osten Australiens verbreitet. Sie kommen außerdem im Süden Neuguineas vor. Auf Tasmanien sind sie eingeführt. 
Nacktaugenkakadus sind auf permanente Wasserstellen angewiesen, besiedeln aber ansonsten eine Vielzahl unterschiedlicher Lebensräume. Dazu gehören sowohl Waldgebiete in den Küstenregionen Australiens als auch aride und semiaride Gebiete im Landesinneren. Zu den von ihnen besiedelten Lebensräumen zählen Grasland, Ackerland, Baumsavannen, Riedgrasebenen, Mangroven, Reisfeldern, Galeriewälder und feuchte Hartlaubwälder. Im Küstentiefland findet man auch verwilderte Populationen. Die Art hat sich auch urbanen Lebensräumen sehr gut angepasst und kommt im Umfeld großer Städte vor.
Grundsätzlich scheinen Nacktaugenkakadus im Landesinneren Australiens sehr nomadisch zu leben. Sie sind nur während der Brutzeit standorttreu. Nacktaugenkakadus, die Küstenregionen beziehungsweise küstennahe Landschaftszonen besiedeln, sind dagegen sehr standorttreu. Zu den Regionen, in denen Nacktaugenkakadus stark zugenommen haben, zählt unter anderem die Wheatbelt Region. Ihre Ausbreitung bleibt nicht ohne Auswirkung auf andere Kakaduarten. Sie stellen vor allem für Wühlerkakadus eine starke Konkurrenz dar und scheinen diese in neubesiedelten Regionen zu verdrängen.

## Verhalten

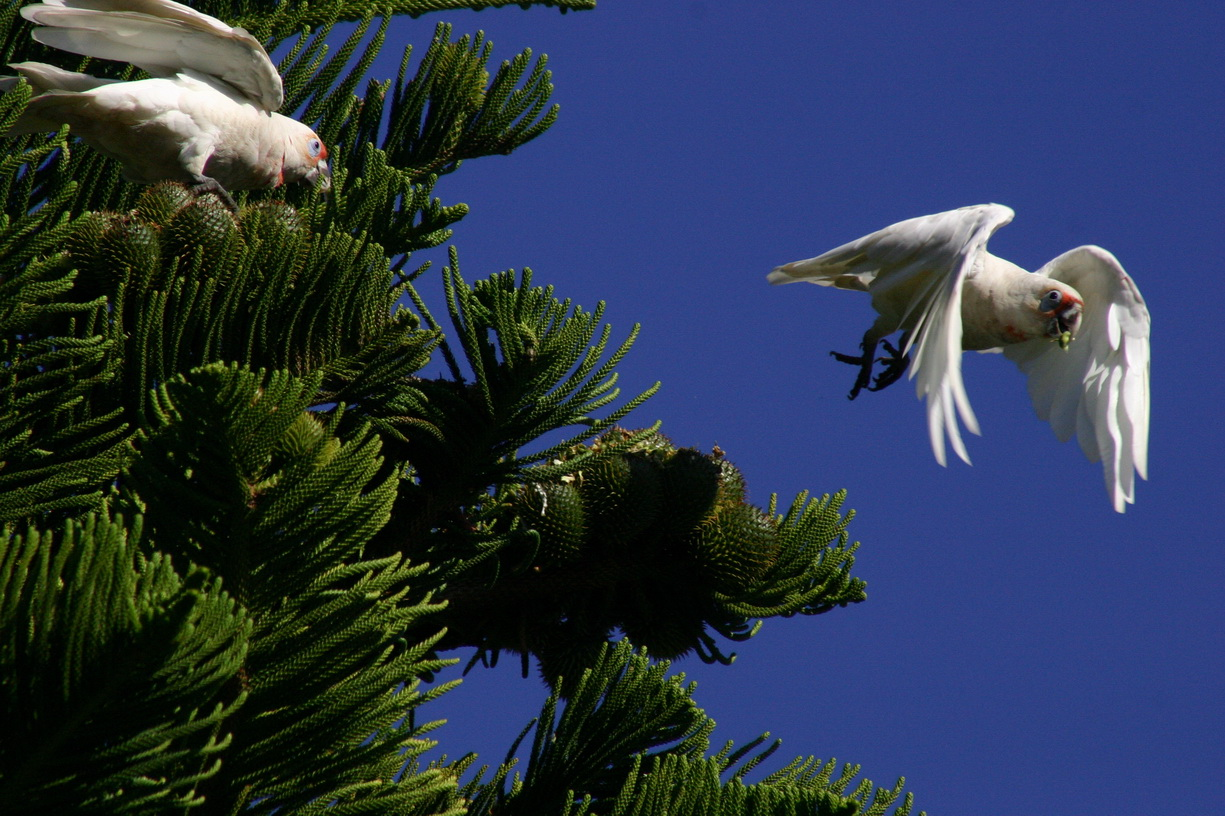
Auffliegender Nacktaugenkakadu

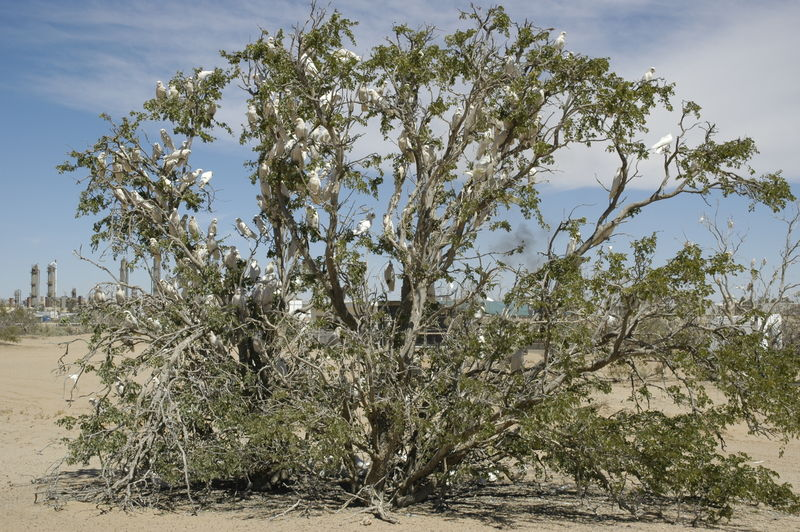
Ein kleiner Schwarm Nacktaugenkakadus, die sich in einem Strauch versammelt haben

Nacktaugenkakadus können sich zu sehr großen Schwärmen zusammenfinden. Belegt ist ein Schwarm, der sich im August und September 1980 in der Nähe der Sandringham Station im Südwesten von Queensland aufhielt. Er wurde auf mehr als 6.000 Individuen geschätzt. Wenn die Kakadus am Boden fraßen, verteilten sie sich auf eine Länge von mehr als einem Quadratkilometer. Sie schädigen dabei sehr stark die Ruhe- und Schlafbäume. Da die Kakadus während der Ruhephase gerne am Blattwerk knabbern, sind die Bäume häufig vollständig entlaubt. Es gibt aber auch Hinweise auf deutlich größere Schwärme. In den 1970er Jahren soll ein Schwarm von Nacktaugenkakadus aus 60.000 bis 70.000 Individuen bestanden haben. Und nach einer Nahrungsverknappung in den 1980er Jahren beobachtete man einen Schwarm in Western Australia, der aus mehr als 32.000 Individuen bestand.
Der auf australische Papageien spezialisierte Ornithologe Joseph M. Forshaw weist darauf hin, dass diese große Schwärme zustande kommen, weil sich die natürliche Schwarmbildung infolge des überreichen Nahrungsangebots auf landwirtschaftlichen Flächen verstärkt hat. In der Regel steht ihnen ein überreiches Nahrungsangebot zur Verfügung, wenn im Zeitraum Mai bis Oktober mehrjährige Gräser samen. In dieser Zeit sind große Schwärme typisch, die weit umherziehen. Sie zerstreuen sich in kleinere Schwärme, sobald diese Nahrungsgründe genutzt sind. Diese umfassen nur noch wenige hundert Exemplare und sind dann deutlich sesshafter. In landwirtschaftlichen Regionen, in denen ganzjährig Sorghum angebaut wird, entfällt dieser jahreszeitliche Rhythmus, so dass die Schwärme längeren Bestand haben.
Nacktaugenkakadus sind grundsätzlich tagaktive Vögel. Sie verlassen allerdings schon vor Sonnenaufgang ihre Schlafbäume, die sich bevorzugt in der Nähe von Wasserstellen finden. Sie trinken zunächst und fliegen dann im Schwarm in die Nahrungsgründe. Am Boden fressende Schwärme bewegen sich in eine Richtung weiter. Die am Ende und sich in der Mitte des Schwarmes befindenden Kakadus fliegen immer wieder auf, um sich an der Spitze des Schwarms niederzulassen. Während der heißesten Zeit des Tages suchen sie im Schatten des Blattwerks von Bäumen und Sträuchern Schutz. Sie verhalten sich dabei sehr zerstörerisch, beißen die Blätter ab oder schälen die Rinde der Äste ab. Die Nahrungsaufnahme hat am späten Nachmittag einen zweiten Höhepunkt. Sie finden sich dann nochmals an einer Wasserstelle zum Trinken ein und kehren mit Sonnenuntergang zu ihren Schlafbäumen zurück. 
Bei Nacktaugenkakadus ist mehrfach ein ausgelassenes Spielverhalten beobachtet und beschrieben worden. Zu den auffälligsten Verhaltensweisen zählt, dass sie sich auf den Rücken legen und mit nach oben gerichteten Füßen Zweige oder Steine drehten und wendeten.

## Nahrung
Nacktaugenkakadus fressen Grassamen, den Samen krautiger Pflanzen, Nüsse, Früchte, Beeren, Wurzeln, Knospen, Blüten sowie Insekten und deren Larven. Der größte Teil der Nahrung wird am Boden aufgenommen. Während der Suche nach Nahrung graben sie bis zu 5 Zentimeter tiefe Löcher. Dadurch ist insbesondere die Körperunterseite stark mit Erde verschmiert. Sie fressen landwirtschaftliche Anbauprodukte wie Reis und Hirse. Sie nehmen allerdings auch große Mengen der Samen von Emex Australia auf, einer als Unkraut geltenden Pflanze, die sich infolge der zunehmenden Weidewirtschaft stark ausgebreitet hat und als ernstzunehmende Plage gilt. Sie stehen aus diesem Grund in Teilen des nordwestlichen Australiens unter Schutz.

## Fortpflanzung
Nacktaugenkakadus sind nach heutigem Erkenntnisstand monogame Vögel, deren Paarbindung erst mit dem Tod eines der Partner endet. Die Brutzeit der Nacktaugenkakadus variiert stark. Sie ist abhängig vom jeweiligen Verbreitungsgebiet und ist von klimatischen Bedingungen bestimmt. Zu Beginn der Brutzeit lösen sich geschlechtsreife Paare aus dem Schwarm und gehen abseits des Schwarmlebens dem Brutgeschäft nach. Das Balzverhalten ist wie bei vielen anderen Kakaduarten einfach. Die Männchen stolzieren mit aufgerichteter Haube und gefächerten Steuerfedern auf die Weibchen zu und verbeugen sich rufend vor ihr. 
Nacktaugenkakadus sind Höhlenbrüter. Brutbäume stehen meist in der Nähe von Wasserstellen oder an Flussläufen. In der Regel bevorzugen Nacktaugenkakadus hochgelegene Baumhöhlen. Nistnachweise gibt es auch für Felsspalten an Steilwänden sowie aufgebrochenen Termitenbauten. Das Gelege besteht aus zwei bis vier Eiern. Der Legeabstand beträgt 1,5 bis 2 Tage. Die Brutdauer beträgt 26 Tage. Beide Elternvögel brüten. Die Jungvögel verbleiben etwa acht Wochen in der Nisthöhle. Nach dem Verlassen der Bruthöhle werden sie für etwa sechs bis sieben Wochen von den Elternvögeln gefüttert. 
Ähnlich wie beim Inkakakadu kommt es auch beim Nacktaugenkakadus zu Mischgelegen mit Rosakakadus. Auf Grund der starken Konkurrenz um geeignete Nisthöhlen verdrängen Nacktaugenkakadus gelegentlich Rosakakadus von ihren Gelegen, brüten deren Eier aber gemeinsam mit den eigenen aus. Sie ziehen diese gemischte Brut anschließend auch auf.

## Nacktaugenkakadus in menschlicher Obhut

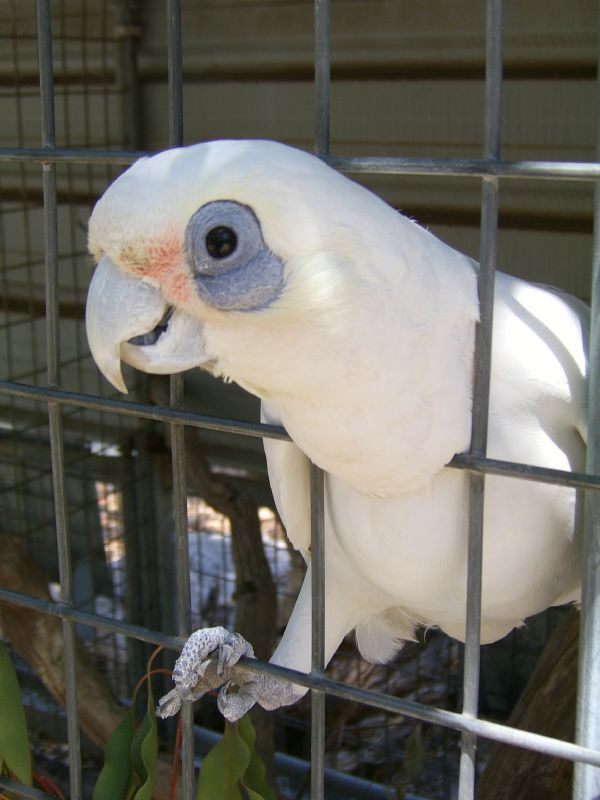
In Gefangenschaft gehaltener Nacktaugenkakadu

Nacktaugenkakadus gelten als robuste Vögel, die sehr gut in menschlicher Obhut gedeihen. Bereits 1907 gelang im Zoo von London eine der ersten Zuchten. Der Zoo in San Diego zog zwischen 1933 und 1966 mit nur einem Zuchtpaar mehr als 50 Jungvögel groß. Sie zählen zu den sprechbegabtesten Kakadus und sind daher in Australien beliebte Volierenvögel. Durch das Ausfuhrverbot heimischer Tierarten, die die australische Regierung in den 1960er Jahren erließ, werden Nacktaugenkakadus außerhalb Australiens verhältnismäßig selten gepflegt. Sie benötigen für ihr Wohlbefinden geräumige Ganzmetallvolieren mit kräftigem Maschendraht. Wegen ihres aggressiven Verhaltens können sie mit anderen Kakaduarten nicht vergesellschaftet werden.

## Belege